# Республика Кувейт
Республика Кувейт (араб. جمهورية الكويت‎) — кратковременное марионеточное государство, просуществовавшее с 4 по 28 августа 1990 года, когда Кувейт был аннексирован иракским правительством.

## История
Во время вторжения иракские силы  способствовали революции, устроенной кувейтскими военными.
4 августа было объявлено о создании «Временного правительства свободного Кувейта», которое включало 9 кувейтских офицеров-коллаборационистов, во главе которых стоял Алаа Хусейн Али, номинальный глава государства (Раис уль-Вузара), главнокомандующий, министр обороны и внутренних дел.
Эмир Кувейта бежал в Саудовскую Аравию и учредил правительство в изгнании.
Республиканский режим обвинял монархистов в антинародной, антидемократической, проимпериалистической и просионистской политике, а также в обогащении за счёт присвоения национальных ресурсов.
7 августа «Временное правительство свободного Кувейта» провозгласило Республику Кувейт с Алаа Хусейном Али в качестве премьер-министра.
8 августа иракское правительство объявило о «слиянии» Кувейта с Ираком. Совет революционного командования Ирака заявил: «Свободное временное кувейтское правительство решило просить соплеменников в Ираке, руководимых рыцарем арабов и вождем их похода президентом фельдмаршалом Саддамом Хусейном, о принятии их как сыновей в их большую семью, о возврате Кувейта в состав великого Ирака, родины-матери, и об обеспечении полного единства Ирака и Кувейта» Хуссейну Али предоставили пост заместителя премьер-министра Ирака. 28 августа Кувейт был объявлен 19-й провинцией Ирака, губернатором Кувейта был назначен Али Хассан аль-Маджид.
Некоторые международные политики поддержали вхождение Республики Кувейт в состав Ирака, так президент Йемена Али Абдалла Салех приехал в Багдад и открыто заявил что Кувейт — это иракская земля.